# Collegio uninominale Veneto - 02 (2017)
Il collegio elettorale uninominale Veneto - 02 è stato un collegio elettorale uninominale della Repubblica Italiana per l'elezione del Senato tra il 2017 ed il 2022.

## Territorio
Come previsto dalla legge elettorale italiana del 2017, il collegio era stato definito tramite decreto legislativo all'interno della circoscrizione Veneto.
Era formato dal territorio di 110 comuni: Agordo, Alano di Piave, Alleghe, Alpago, Altivole, Arsiè, Asolo, Auronzo di Cadore, Belluno, Borca di Cadore, Borso del Grappa, Caerano di San Marco, Calalzo di Cadore, Canale d'Agordo, Castelcucco, Castelfranco Veneto, Castello di Godego, Cavaso del Tomba, Cencenighe Agordino, Cesiomaggiore, Chies d'Alpago, Cibiana di Cadore, Cison di Valmarino, Colle Santa Lucia, Comelico Superiore, Cornuda, Cortina d'Ampezzo, Crespano del Grappa, Crocetta del Montello, Danta di Cadore, Domegge di Cadore, Falcade, Farra di Soligo, Feltre, Follina, Fonte, Fonzaso, Giavera del Montello, Gosaldo, Istrana, La Valle Agordina, Lamon, Lentiai, Limana, Livinallongo del Col di Lana, Longarone, Lorenzago di Cadore, Loria, Lozzo di Cadore, Martellago, Maser, Mel, Miane, Monfumo, Montebelluna, Morgano, Moriago della Battaglia, Nervesa della Battaglia, Noale, Ospitale di Cadore, Paderno del Grappa, Paese, Pedavena, Pederobba, Perarolo di Cadore, Pieve di Cadore, Pieve di Soligo, Ponte nelle Alpi, Possagno, Quero Vas, Quinto di Treviso, Refrontolo, Resana, Riese Pio X, Rivamonte Agordino, Rocca Pietore, San Gregorio nelle Alpi, San Nicolò di Comelico, San Pietro di Cadore, San Tomaso Agordino, San Vito di Cadore, San Zenone degli Ezzelini, Santa Giustina, Santo Stefano di Cadore, Sappada, Scorzè, Sedico, Segusino, Selva di Cadore, Seren del Grappa, Sernaglia della Battaglia, Sospirolo, Soverzene, Sovramonte, Taibon Agordino, Tambre, Trevignano, Trichiana, Val di Zoldo, Valdobbiadene, Vallada Agordina, Valle di Cadore, Vedelago, Vidor, Vigo di Cadore, Vodo Cadore, Volpago del Montello, Voltago Agordino, Zero Branco, Zoppè di Cadore.
Il collegio era parte del collegio plurinominale Veneto - 01.

## Eletti
| Elezione | Elezione | Senatore        | Partito |
| -------- | -------- | --------------- | ------- |
|          | 2018     | Sonia Fregolent | Lega    |

## Dati elettorali

### XVIII legislatura
Come previsto dalla legge elettorale, 116 senatori erano eletti con sistema a maggioranza relativa in altrettanti collegi uninominali a turno unico.
| Candidati              | Candidati                 | Voti    | %     | Liste                           | Voti    | %     |
| ---------------------- | ------------------------- | ------- | ----- | ------------------------------- | ------- | ----- |
|                        | Sonia Fregolent ✔️ Eletto | 165 678 | 50,67 | Lega                            | 116 483 | 35,63 |
| Forza Italia           | Sonia Fregolent ✔️ Eletto | 165 678 | 50,67 | 33 774                          | 10,33   |       |
| Fratelli d'Italia      | Sonia Fregolent ✔️ Eletto | 165 678 | 50,67 | 13 069                          | 4,00    |       |
| Noi con l'Italia - UDC | Sonia Fregolent ✔️ Eletto | 165 678 | 50,67 | 2 352                           | 0,72    |       |
|                        | Gladis Riva               | 77 505  | 23,71 | Movimento 5 Stelle              | 77 505  | 23,71 |
|                        | Laura Puppato             | 62 761  | 19,20 | Partito Democratico             | 52 081  | 15,93 |
| +Europa                | Laura Puppato             | 62 761  | 19,20 | 7 849                           | 2,40    |       |
| Italia Europa Insieme  | Laura Puppato             | 62 761  | 19,20 | 1 870                           | 0,57    |       |
| Civica Popolare        | Laura Puppato             | 62 761  | 19,20 | 961                             | 0,29    |       |
|                        | Enrico Bacchetti          | 7 209   | 2,20  | Liberi e Uguali                 | 7 209   | 2,20  |
|                        | Carla Condurso            | 3 025   | 0,93  | Il Popolo della Famiglia        | 3 025   | 0,93  |
|                        | Betty Scapolan            | 2 587   | 0,79  | Italia agli Italiani            | 2 587   | 0,79  |
|                        | Giorgio Zanutto           | 2 305   | 0,71  | CasaPound                       | 2 305   | 0,71  |
|                        | Silvano Lazzarin          | 1 829   | 0,56  | Potere al Popolo!               | 1 829   | 0,56  |
|                        | Paola Giurin              | 1 644   | 0,50  | Grande Nord                     | 1 644   | 0,50  |
|                        | Graziano Pierin           | 1 506   | 0,46  | Partito Valore Umano            | 1 506   | 0,46  |
|                        | Chiara Gasparini          | 545     | 0,17  | Per una Sinistra Rivoluzionaria | 545     | 0,17  |
|                        | Antonio Calzavara         | 351     | 0,11  | PRI - ALA                       | 351     | 0,11  |
| Totale                 | Totale                    | 326 945 | 100   |                                 | 326 945 | 100   |
|                        |                           |         |       |                                 |         |       |
| Voti non validi        | Voti non validi           | 9 971   | 2,96  |                                 |         |       |
| Votanti                | Votanti                   | 336 916 | 78,22 |                                 |         |       |
| Elettori               | Elettori                  | 430 717 |       |                                 |         |       |